# Fran Ferriz
Fran Ferriz (Villena, 31 de agosto de 1979) es un ilustrador, escritor, concept artist y artista 3d y diseñador gráfico, diseñador industrial y de juguetes de Alicante (España).

## Biografía
Formado en la Escola d’Art i Superior de Disseny d’Alcoi, ha trabajado para marcas como Coca-cola, Disney o Nickelodeon.
Fue de 2005 a 2017 product manager y toy designer en la empresa juguetera Famosa en donde diseñó y trabajó en líneas como Jaggets, Barriguitas, Chic-i Girls, Kukis o la línea de figuras de acción Mutant Busters, de la cual se ha realizado una serie de TV de 52 capítulos, que se emite en Neox Kidz y Netflix. De 2017 a 2018 ha trabajado como director de arte para Netflix y de 2018 a 2020 en Lionsgate y 2021 y 2022 ha trabajado como Senior Concept Artist en 20th Century Fox y Disney a las órdenes de Ridley Scott.
En el mundo editorial, ha ilustrado las sagas literarias de Alex Colt de Juan Gómez-Jurado y ReXcatadores del mismo autor y Bárbara Montes, y los best seller Reina Roja, Loba Negra y Rey Blanco de Juan Gómez-Jurado, para los grupos editoriales Planeta y Penguin Random House. También ha sido el ilustrador de la obra coral Heroínas: Cuentos en torno al 8 de marzo de 2020 editado por la editorial Zenda e Iberdrola e ilustró la campaña para prevenir el melanoma entre la infancia con el personaje Alex Colt como protagonista el verano de 2022.
Desde finales de 2017 hasta marzo de 2019 ha trabajado en Magic Box Int. como toy designer y desarrollado productos para SuperZings y Mojipops.
En la actualidad trabaja por libre y realiza encargos para todo tipo de clientela relacionada con el arte y el diseño, imparte y dirige formaciones relacionadas con el diseño de juguetes y con la creación de cómic y ha sido el encargado del arte del videojuego Minabo de Davilishgames. Es el autor del pódcast Sr. Terrible en el que cuenta su experiencia como profesional en todo tipo de disciplinas artísticas y sus experiencias más personales.

## Obra
Fran Ferriz ha ilustrado tres colecciones de libros de literatura infantil y juvenil:
Colección Alex colt:
- Alex Colt #1. Cadete Espacial. Juan Gómez-Jurado (Planeta, 2017)
- Alex Colt #2. La batalla de Ganímedes. Juan Gómez-Jurado (Planeta, 2017))
- Alex Colt #3. El secreto del Zark. Juan Gómez-Jurado (Planeta, 2018)
- Alex Colt #4. La materia oscura. Juan Gómez-Jurado (Planeta, 2019)
- Alex Colt #5. El emperador de Antares. Juan Gómez-Jurado (Planeta, 2020)
- Alex Colt #6. El Gran Zark. Juan Gómez-Jurado (Planeta, 2022)
- Alex Colt #7. Pendiente de publicación.

Colección Rexcatadores:
- ReXcatadores #1. El misterio de Punta Escondida. Juan Gómez-Jurado y Bárbara Montes (B DE BLOK (EDICIONES B), 2017)
- ReXcatadores #2. Las minas de la perdición. Juan Gómez-Jurado y Bárbara Montes (B DE BLOK (EDICIONES B), 2018)
- ReXcatadores #3. El palacio submarino. Juan Gómez-Jurado y Bárbara Montes (B DE BLOK (EDICIONES B), 2018)
- ReXcatadores #4. El bosque oscuro. Juan Gómez-Jurado y Bárbara Montes (B DE BLOK (EDICIONES B), 2019)

Colección de cuentos sobre mitología vasca:
- Txikiyendas. Xandra Bilbao (Uzanza Editorial, 2022)
- Txikikondairak. Xandra Bilbao (Uzanza Editorial, 2022)

Fran Ferriz ha ilustrado otras obras literarias para personas adultas:
- Todo vuelve. Juan Gómez-Jurado (Ediciones B, 2023)
- Los impostores sangran poco. Laura Mars (Amazon, 2023)
- Todo arde. Juan Gómez-Jurado (Ediciones B, 2022)
- La invasión de los metasurfers. Jose Pellón Martín (Cultropía, 2022)
- La primera colonia. Laura Mars (Amazon, 2021)
- Rey Blanco. Juan Gómez-Jurado (Ediciones B, ,2020)
- Heroínas. Juan Gómez-Jurado (Ed.). (Zenda, 2019)
- Loba Negra. Juan Gómez-Jurado (Ediciones B, 2019)
- Reina Roja. Juan Gómez-Jurado (Ediciones B, 2018)
- Si yo tuviera una escoba. Arturo González-Campos y Juan Gómez-Jurado. (Minutauro, 2017)
- Batman mola más que tú. Arturo González-Campos y Juan Gómez-Jurado. (Minutauro, 2017)

Con respecto al Universo Reina Roja creado por Juan Gómez-Jurado, Ferriz ha sido el encargado de diseñar el logo que aglutina las obras, de ilustrar las nueva reediciones y de crear el primer 'emoji' en Twitter del personaje literario "Antonia Scott" protagonista de las obras Reina Roja, Loba Negra y Rey Blanco de Juan Gómez-Jurado.
Por último, Fran Ferriz ha publicado las siguientes obras como escritor e ilustrador de las mismas:
Literatura general:
- Cosas Terribles 3. Fran Ferriz (pendiente de publicación)
- Yo también tengo miedo. Fran Ferriz (Libros.com, 2024)

- Cosas Terribles 2. Fran Ferriz (Amazon, 2022)
- Cosas Terribles. Fran Ferriz (Amazon, 2021)
- Ilustraciones Pandémicas. Fran Ferriz (Verymadmonkeybooks, 2020 (1ª edición) y 2021 (2ª edición))

Literatura y entretenimiento infantil:
- Cuentos Quita Miedos para vencer monstruos. Fran Ferriz (Cometa Roja, 2022)
- Para que pintes algo. Fran Ferriz (Amazon, 2023)

Su larga trayectoria en el mundo del arte y la ilustración le ha animado a publicar recopilatorios con sus obras:
- UNA DÉCADA: de ilustración digital. Fran Ferriz (Amazon, 2023).

Además de la ilustración y la escritura es el autor del Pódcast Sr. Terrible en la plataforma Ivoox en que cuenta las experiencias personales y profesionales de un artista polifacético (2022/2023 primera temporada y 2023/2024 segunda temporada).

## Reconocimientos y premios
- Ha aparecido en los libros Digital Art Masters, un recopilatorio de los mejores artistas 3D del mundo, en los volúmenes 1 (2005)[15] publicado por 3DTotal y los volúmenes 2 (2007)[16] y 3 (2008)[17] publicados por la editorial británica Routledge.
- En 2013 fue elegido uno de los 200 mejores artistas digitales del mundo, por la revista Luerzer's Archive.
- En 2016 fue escogido como unos de los 200 mejores ilustradores a nivel mundial, por la misma publicación[8]